# Norra Bergvattnet
Norra Bergvattnet är en sjö i Örnsköldsviks kommun i Ångermanland och ingår i Nätraåns huvudavrinningsområde. Sjön har en area på 0,13 kvadratkilometer och ligger 380,1 meter över havet.

## Delavrinningsområde
Norra Bergvattnet ingår i det delavrinningsområde (703537-159801) som SMHI kallar för Utloppet av Norra Bergvattnet. Medelhöjden är 388 meter över havet och ytan är 0,45 kvadratkilometer. Det finns inga avrinningsområden uppströms utan avrinningsområdet är högsta punkten. Vattendraget som avvattnar avrinningsområdet har biflödesordning 3, vilket innebär att vattnet flödar genom totalt 3 vattendrag innan det når havet efter 77 kilometer. Avrinningsområdet består mestadels av skog (51 procent). Avrinningsområdet har 0,13 kvadratkilometer vattenytor vilket ger det en sjöprocent på 29,1 procent.